# Kpoba (Djakotomey)
Kpoba est un arrondissement du département de Couffo au Bénin. Il s'agit d'une division administrative sous la juridiction de la commune de Djakotomey.

## Administration
Kpoba fait partie des dix arrondissements que compte la commune de Djakotomey  dont: Adjintimey, Bètoumey, Gohomey, Kokohoué, Kinkinhoué, Sokouhoué, Djakotomey I et Djakotomey II. Cet arrondissement compte 05 villages,.

## Population
Selon le recensement général de la population et de l'habitation (RGPH4) de l'institut national de la statistique et de l'analyse économique (INSAE) au Bénin en 2013, la population de Kpoba s'élève à 9 603 habitants.
| Indicateur           | 2013  |
| -------------------- | ----- |
| Nombre de ménages    | 1 576 |
| Population féminine  | 5 064 |
| Population masculine | 4 539 |
| Population totale    | 9 603 |

## Galerie de photos

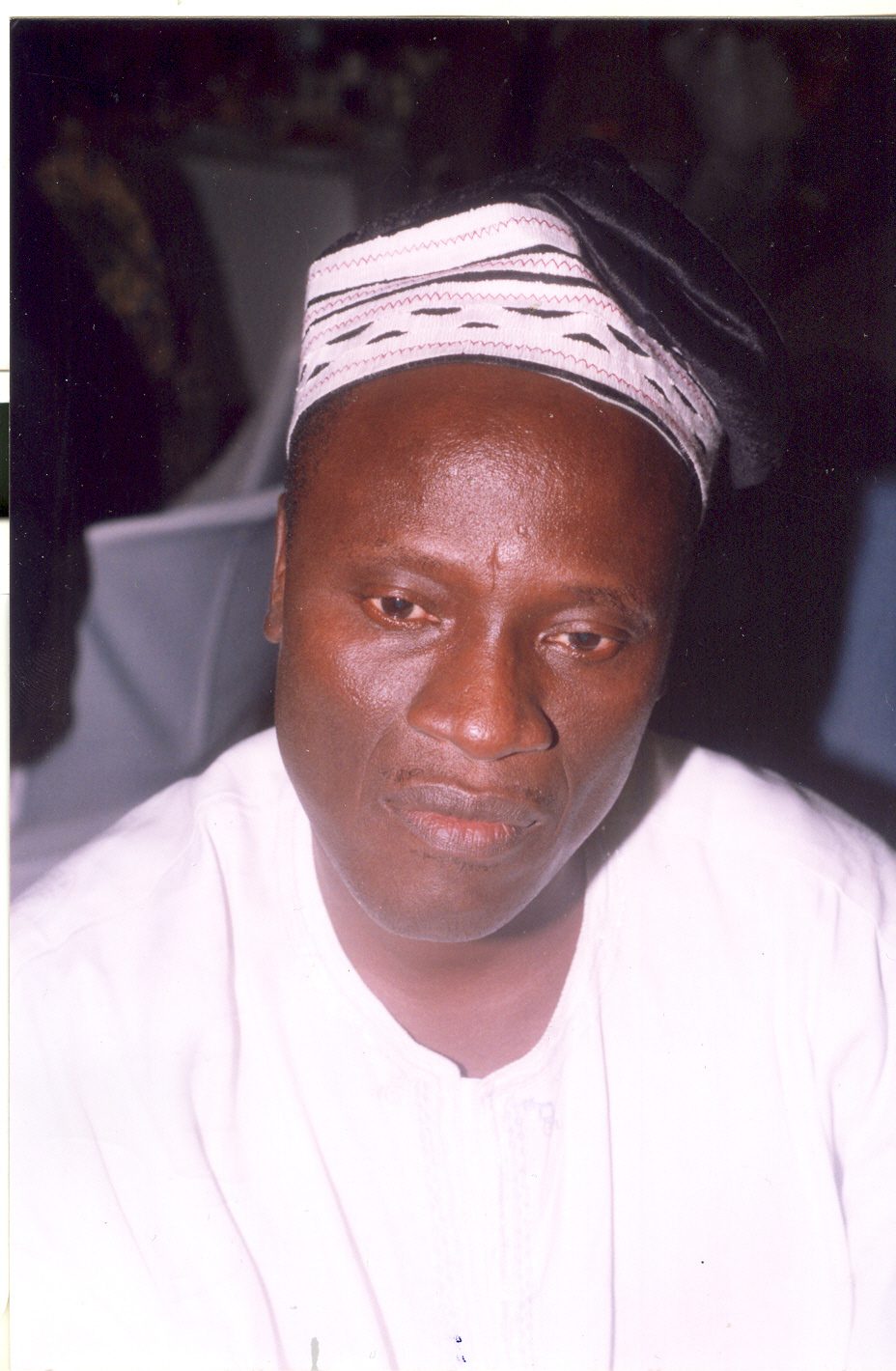
Daniel Kantchi ancien maire de Djakotomey
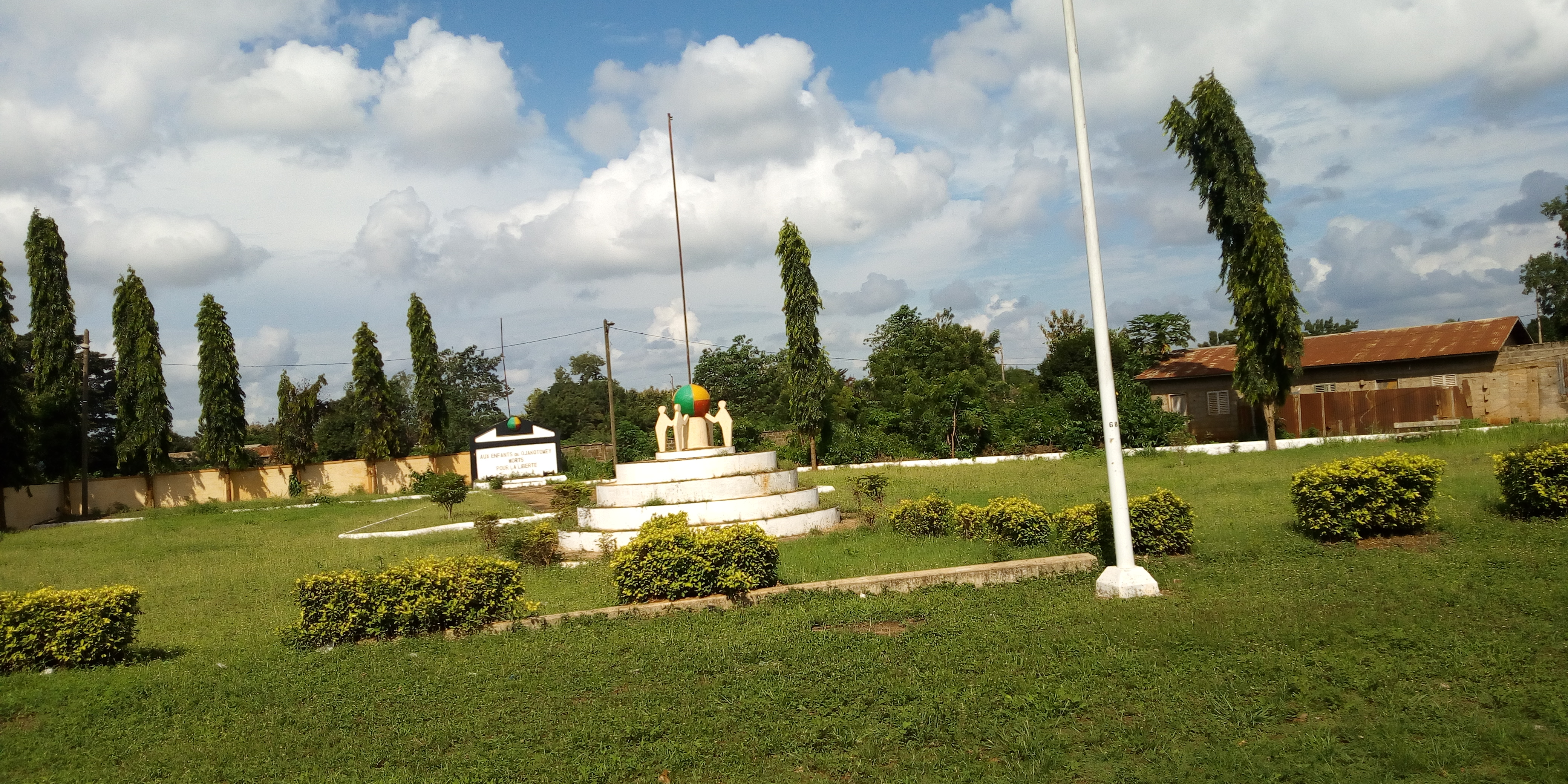
Place publique monuments aux morts à Djakotomey
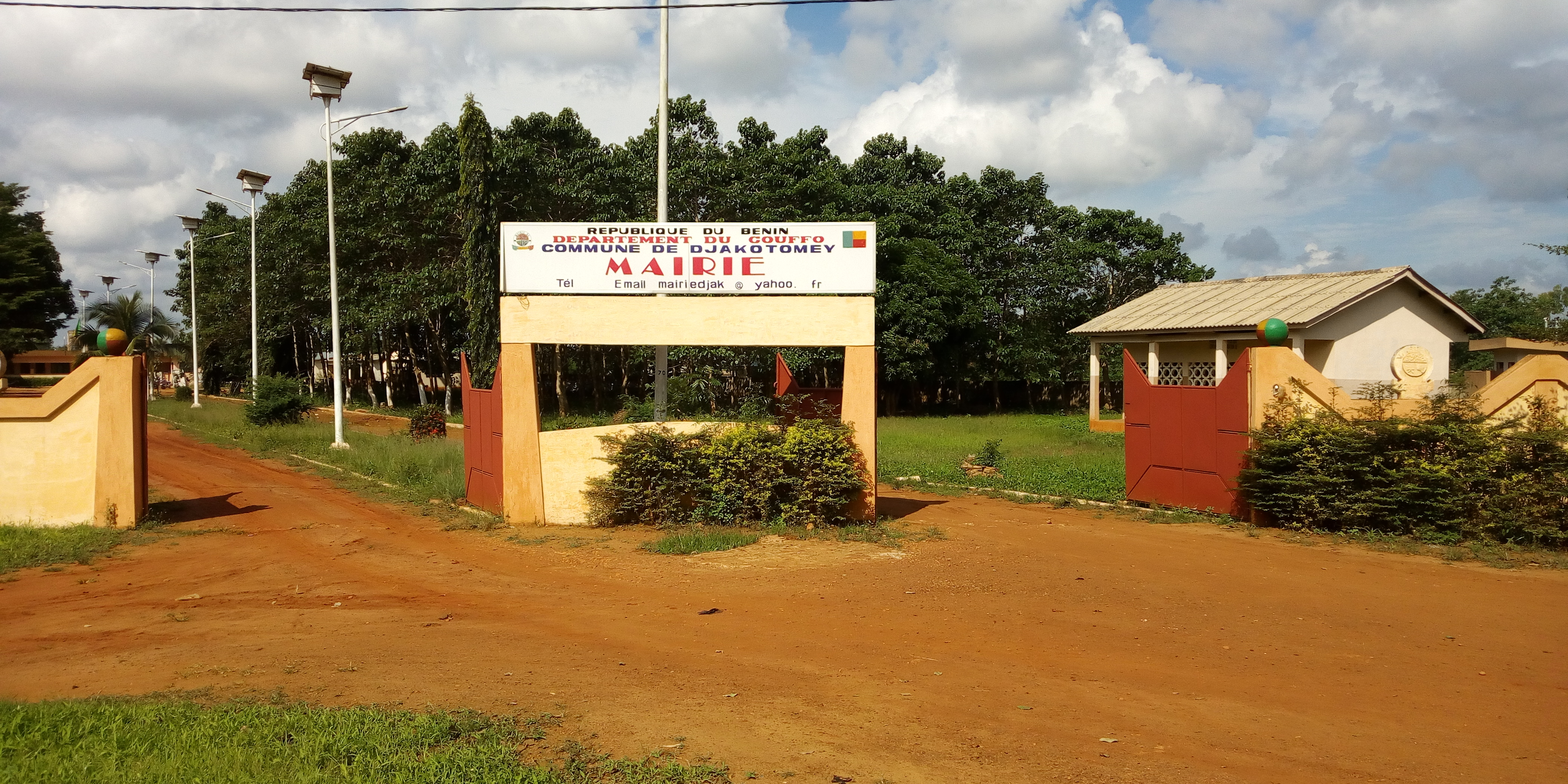
Mairie de Djakotomey vue de face au Bénin